# Reacție Gattermann
Reacția Gattermann este o reacție organică de formilare în care un amestec de acid cianhidric și acid clorhidric reacționează cu un compus aromatic formând o aldehidă aromatică. Reacția este similară cu acilarea Friedel-Crafts și se realizează cu acid clorhidric și un catalizator acid Lewis (de exemplu, cu clorură de aluminiu AlCl3):
Reacția a fost denumită după chimistul german Ludwig Gattermann Este similară cu reacția Hoesch în care se folosește în schimb un nitril.
Reacția poate fi simplificată prin înlocuirea amestecului HCN/AlCl3 cu cianură de zinc. Deși este foarte toxică, Zn(CN)2 este un compus solid, ceea ce o face mai ușor de manipulat decât acidul cianhidric gazos. Zn(CN)2 reacționează cu acidul clorhidric formând reactantul, iar Zn(CN)2 este și catalizator acid Lewis in-situ. Utilizând Zn(CN)2 se poate obține mesitaldehidă din mesitilen.

## Mecanism de reacție
Reacția Gattermann este o reacție de substituție electrofilă aromatică.

## Variante

### Reacția Gattermann-Koch
Reacția Gattermann-Koch, denumită după Ludwig Gattermann și Julius Arnold Koch, este o variantă a reacției Gattermann în care se utilizează monoxid de carbon (CO) în locul acidului cianhidric.
Spre deosebire de reacția Gattermann, această variantă nu se poate aplica fenolului sau eterilor fenolici. În plus, când se utilizează clorura de zinc pe post de catalizator, este necesară și prezența unor urme de co-catalizator de clorură de cupru (I).